# جيمس ماديسون مورتون جونيور
جيمس ماديسون مورتون جونيور (بالإنجليزية: James Madison Morton, Jr.)‏ هو قاضي ومحامي أمريكي، ولد في 24 أغسطس 1869 في فول ريفر في الولايات المتحدة، وتوفي في 26 يونيو 1940.